# Синдром Елліса — ван Кревельда
Синдро́м Е́лліса — ван Кре́вельда (англ. Ellis–van Creveld syndrome; інші назви — хондроектодерма́льна дисплазі́я, мезоектодерма́льна дисплазі́я) — генетичне захворювання за типом скелетної дисплазії. Синдром є рідкісним, трапляється в одного новонародженого з 60—250 тисяч. Причиною є руйнівні мутації у генах EVC і EVC2.

## Історичні відомості
Синдром відкрили лікарі Річард Елліс і Симон ван Кревельд 1940 року. Вони описали трьох пацієнтів, 20-місячну дівчинку, а також 4-річних хлопчика і дівчинку зі схожими симптомами. У всіх них були виявлені спільні патологічні ознаки: ектодермальна дисплазія, тобто порушення волосся, нігтів і зубів; полідактилія; порушення росту кісток — хондроплазія.
1995 року у хворих на синдром Елліса-ван Кревельда було виявлено мутацію в гені, якого назвали за абревіатурою англ. EVC за першими літерами прізвищ відкривачів. Але після аналізу інших хворих дослідники не знайшли в них мутацій в цьому гені. Подальші дослідження дозволили виявити інший ген, який знаходився неподалік цього, але не був гомологічним до нього. Його назвали EVC2, і він теж мав мутації у пацієнтів.

## Етіологія
Причиною синдрому є мутації у генах EVC та/або EVC2. Функція генів мало зрозуміла. Білки, які вони кодують, беруть участь у регуляції диференціації клітин, зокрема у регуляторному шляху Sonic hedgehog.

## Поширення
Захворювання є рідкісним. Відомо лише близько 150 випадків з першого опису у 1940 році: близько 100 між 1940 і 1968 роками, і ще 50 до 2007 року. Проте у деяких невеликих замкнених популяціях синдром успадковується значно частіше. У США в общині амішів в окрузі Ланкастер у штаті Пенсільванія описано 52 випадки синдрому. Збільшена кількість хворих народжується також в аборигенів Австралії.